# Ralph Gibson

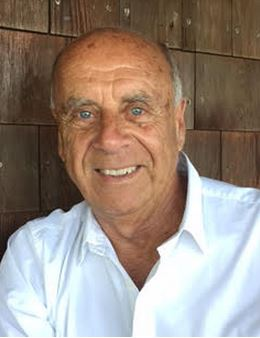
Ralph Gibson (2015)

Ralph Gibson (* 16. Januar 1939 in Los Angeles, Kalifornien) ist ein US-amerikanischer Fotograf.

## Biografie
Ralph Gibson war als Schüler Statist in Filmen von Alfred Hitchcock und Nicholas Ray. Er kam über den Militärdienst bei der amerikanischen Marine zur Fotografie, wo er von 1956 die Naval School of Photography in Pensacola besuchte. Er studierte von 1961 am San Francisco Art Institute Fotografie, brach das Studium aber nach einem Jahr ab, um professionell zu fotografieren und wurde 1962 zunächst Assistent von Dorothea Lange. 1969 zog Gibson von der Westküste nach New York. Hier assistierte er Robert Frank bei dessen Film Me and My Brother. Im gleichen Jahr gründete er – gemeinsam mit befreundeten Fotografen – seinen eigenen Verlag Lustrum Press, weil keines der etablierten Verlagshäuser die Arbeiten veröffentlichen wollte. 
Gibson wandte sich um 1970 von der Dokumentarfotografie ab. Mit einer Leica Kleinbildkamera fand eine Annäherung an die Objekte in zunehmend kontrastreichen Aufnahmen, um eine Form von Abstraktion zu bewirken, die alles nicht unmittelbar zur grafischen Komposition und zum fokussierten Gegenstand gehörige ausschloss.
Seit Kurzem ist Ralph Gibson Gründungsmitglied der Künstlergruppe LM100, eine Beratergruppe der Luxus-Hotelmarke Le Méridien. Unter anderem gestaltete er das 'Transitional Portal' im Le Méridien Beach Plaza Monte Carlo.Ref.?

## Werk
Ralph Gibson kultivierte in den 1960ern den surreal-metaphysischen Aspekt in seinen Fotoarbeiten, die vornehmlich in grobkörnigem Schwarz-weiß-Material gestaltet sind. So führt er den Betrachter in seinem Erstlingswerk The Somnambulist  (dt. "Der Schlafwandler") auf eine metaphysische wie traumwandlerische Reise, die er mit bewusst gewählten Ausschnitten erzielt. In den frühen Arbeiten verwandte er noch extreme Weitwinkelobjektive, um durch räumliche und perspektivische Verzerrungen dramatische Effekte zu erzielen. Viele Motive dieses Fotobandes gingen in Postersammlungen ein.
Ralph Gibson bedient sich mit Vorliebe einer Leica Messsucherkamera mit einem 50-mm-Objektiv, das in etwa der Normalperspektive des menschlichen Auges entspricht. Später setzte er mehr auf die vornehmlich durch extreme Kontraste erzielte Wirkung des Einzelbilds und berechnete, wie das menschliche Auge einen bestimmten Bildausschnitt aus einer bestimmten Entfernung sehen würde (Serie Quadrants 1975). In seinem späteren Werk (beispielsweise in seiner Frankreich-Serie) verwendet Gibson zunehmend auch Farbmaterial.

## Würdigungen
Ralph Gibson fehlt in keinem Fotografenlexikon und in wird in vielen Enzyklopädien der Fotografie gewürdigt. Aus dem Kanon der konzeptuellen Kunstfotografie, der sich im 21. Jahrhundert etabliert hat, fällt er allerdings ganz heraus. Er ist weltweit in unzähligen öffentlichen wie privaten und Firmen-Sammlungen vertreten, bald 50 Universitäten der USA haben Exponate von ihm in ihren Kollektionen. Allein in New York haben mit dem MoMA, dem Whitney, dem Met, dem ICP, dem Brooklyn Museum und dem George Eastman House in Rochester sechs gewichtige Museen Konvolute seines Werks. Neben vielen weiteren amerikanischen Museen, findet er sich auch in jeweils mehreren australischen, japanischen, israelischen, italienischen und französischen Sammlungen, und auch in Deutschland haben das Museum Ludwig in Köln das Hamburger Museum für Kunst und Gewerbe einige seiner Fotografien (s. u.).
Die Fotografie einer Hand im Spalt einer offenen Tür (aus The Somnambulist) sollte zum bekanntesten und meist publizierten Motiv des Fotografen werden (u. a. auf dem Innencover des Albums Unknown Pleasures der Band Joy Division).

### Stipendien und Auszeichnungen
- 1973, 1975 und 1986: National Endowment for the Arts Fellowship
- 1977: C.A.P.S., New York State Council of the Arts
- 1979: DAAD-Stipendium, Berlin
- 1985: John Simon Guggenheim Memorial Fellowship
- 1986: Officier de l'Ordre des Arts et des Lettres de France
- 1988: Leica Exzellenz-Medaille
- 1989: Eastman Kodak Grant, Projektstipendium für L'Histoire de France
- 1989: 150 Years of Photography Award, Fotografische Gesellschaft Japans
- 1991: Honorary Doctor of Fine Arts der University of Maryland
- 1994: Großmedaille der Stadt Arles
- 1997: Honorary Doctor of Fine Arts der Wesleyan University, Ohio

## Veröffentlichungen
Bildauswahl, -abfolge und Layout sind bei allen Büchern Ralph Gibsons von ihm selbst bestimmt worden, die Werkgruppen wie der Trilogie, Chiaroscuro usw. meistens zumindest von einem kurzen Statement begleitet, in anderen Publikationen, wie der Theorie-Reihe bei Lustrum Press (s. u.), schon zur Ästhetik des Sujets und praktische Überlegungen, später rückblickend biografisch wie werkästhetisch ausführlicher werdend.
- The Somnambulist. 1. Teil der Trilogie. Lustrum Press, New York 1970. ISBN 0-912810-09-2.
- Déjà-Vu. 2. Teil der Trilogie. Lustrum, New York 1973. ISBN 0-912810-06-8.
- Days at Sea. 3. Teil der Trilogie. Lustrum, New York 1975. ISBN 0-912810-15-7.
- Syntax. Lustrum, New York 1983. ISBN 0-912810-39-4.
- L'Anonyme. Aperture/Contrejour, New York/Paris 1986. ISBN 978-0-89381-249-2 (Engl. Ausgabe).
- Tropism. Katalog zur ersten Retrospektive im International Center of Photography (ICP), kuratiert von Miles Barth, Aperture, New York 1987. ISBN 0-89381-274-9; geb. Buchhandelsausgabe: ISBN 0-893812-55-2. Engl. Ausgabe:  Phaidon, Oxford, ISBN 0-7148-2502-6; ital. Ausg.: Alinari, Florenz, ISBN 88-7292-096-5 (und angebl. eine japan.)
- À propos de Mary Jane. Cahier d'images/Contrejour, Paris 1990. ISBN 2-85949-899-0.
- Chiaroscuro. Marval, 1990. ISBN 978-2-86234-045-6.
- L'Histoire de France. Vorwort von Marguerite Duras. Aperture/Paris Audiovisuel, New York/Paris 1991. ISBN 978-0-89381-471-7 (Engl. Ausgabe).
- Infanta. Einleitung von Alexandra Anderson-Spivy, Text von Gibson, Nachwort Mary Gaitskill. Takarajima, New York/Tokio 1995. ISBN 978-1-883489-13-7.
- Lichtjahre. Katalog zur Ausstellung im Frankfurter Kunstverein, hrsg. von Peter Weiermair. Edition Stemmle, Zürich 1996. ISBN 978-3-908162-29-2; geb. Buchhandelsausgabe: ISBN 978-3-908162-27-8.
- Overtones. Diptychs and Proportions. Einleitung von Kurator Tom Beck, Texte von Gibson, Max Kozloff, Sarah Greenough, Eric Fischl u. a. Edition Stemmle, Zürich 1998. ISBN 978-3-908161-10-3.
- Deus ex machina. Retrospektive in Buchform, hrsg. von Simone Philippi. Einführung und Einleitungen zu den Werkgruppen von Gibson, Chronologie von Miles Barth, Anhang. Taschen, Köln 1999, ISBN 3-8228-6607-5 (Engl./Franz./Deutsch).
- Ex libris. Photographs and Constructs. Text von Gibson. PowerHouse, New York 2001. ISBN 1-57687-100-2. Limitierte Edition, ISBN 1-57687-114-2.
- Brazil. Damiani, Bologna 2005. ISBN 88-89431-12-1.
- Refractions. Maison Européenne de la Photographie/Steidl, Paris/Göttingen 2006. ISBN 978-3-86521-079-1 (Engl.); ISBN 978-3-86521-118-7 (Franz.).
- State of the Axe: Guitar Masters in Photographs and Words. Ausstellungskatalog. Vorwort von Anne Wilkes Tucker, Einleitung von Les Paul. Museum of Fine Arts, Houston (Tx) 2008. ISBN 978-0-300-14211-2.
- Nude. Gespräch zwischen Gibson und Eric Fischl. „Collector's edition“ mit 1200 Kopien. Taschen, Köln 2009, ISBN 978-3-8365-1189-6 (Engl./Franz./Deutsch).
  - Neuausgabe: Taschen, Köln 2018. ISBN 978-3-8365-6888-3 (Engl./Franz./Deutsch).
- {Passé Imparfait}. Ausstellung und Buch zu frühen Fotografien 1960–1970. Texte von Gibson und Gilles Mora. Centre national des arts plastiques, Contrejour, Paris 2012. ISBN 979-10-90294-05-9 (Franz./Engl.).
- Mono. Lustrum, New York 2013. ISBN 978-1-4675-8529-3 (Engl./Chinesisch).
- Political Abstraction. Ausstellungskatalog einer Werkreihe mit Farb- und Schwarzweißfotografien. Mary Boone Gallery, New York, und Center for Creative Photography (CCP), Tucson. Lustrum, New York 2015. ISBN 978-1-4773-0994-0.
- Self-Exposure. Autobiografie. Heni, 2018. ISBN 978-1-912122-10-3.
- Sacred Land: Israel Before and After Time. Vorwort von Martin Cohen, Nachwort Rabbi David Ellenson. Lustrum, New York 2020. ISBN 978-1-942884-69-9.
- Refractions 2. Lustrum, New York 2021.
- Salon Littéraire. France 1971–2022. Lustrum Press/Brilliant Graphics, New York 2023.
- Secret of Light. Katalog zur Retrospektive in den Deichtorhallen Hamburg, hrsg. von Sabine Schnakenberg. Kehrer, Heidelberg 2023. ISBN 9783969001042 (Deutsch/Engl.) .
- Ralph Gibson. Photographs 1960–2024. Taschen, Köln 2025, ISBN 978-3-7544-0268-9 (auch englisch- und französischsprachig).

### Beiträge zu Veröffentlichungen und als Herausgeber
Neben seiner Funktion als Gründer und Mitherausgeber von Lustrum Press, hat Ralph Gibson zu manchen Veröffentlichungen, etwa für die Theory-Reihe, auch selbst Bilder, Kontaktbögen mit begleitendem Text beigetragen.
- Darkroom. Hrsg. von Wynn Bullock. Fotografien und Essay u. a. von Gibson. Lustrum, New York 1977. ISBN 0-912810-20-3, gleichzeitiges Paperback: ISBN 0-912810-19-X.
- Nude: Theory. Hrsg. von Jain Kelly. Fotografien und Essay u. a. von Gibson. Lustrum, New York 1979. ISBN 0-912810-24-6, Paperbackausgabe: ISBN 0-912810-33-5, S. 73–93.
- SX-70 Art. Hrsg. von Gibson, Einführung von Max Kozloff, Texte von Isaac Asimov und Victor McElheny. Lustrum, New York 1979. ISBN 0-912810-23-8, gleichzeitige deutsche Ausgabe: ISBN 0-912810-26-2.
- Landscape: Theory. Hrsg. von John Flattau, Ralph Gibson und Arne Lewis. Lustrum, New York 1980. ISBN 0-912810-27-0.
- Contact: Theory. Hrsg. von Robert Adams. Fotografien und Essay u. a. von Gibson. Lustrum, New York 1982. ISBN 0-912810-31-9.
- Portrait: Theory. Hrsg. von John Flattau, Ralph Gibson und Arne Lewis. Lustrum, New York 1981. ISBN 0-912810-34-3. (Außer dem Coverfoto kein Beitrag Gibsons.)
- Nine by Nine. Fotografien und Essay u. a. von Gibson. Lustrum, New York 1984. ISBN 0-912810-47-5.
- Ralph Gibson: Early Work. In: The Archive 24. Center for Creative Photography, Tucson, AZ, 1987.

## Sekundärliteratur, Sammlungskataloge
- Das Aktfoto. Ansichten vom Körper im fotografischen Zeitalter. Ästhetik, Geschichte, Ideologie. Hrsg. von Michael Köhler und Gisela Barche. Bucher, München 1985; fünf erweiterte und verbesserte Auflagen bis 1997. ISBN 3-7658-0675-7. S. 218f, 411.
- Sammlung Gruber. Photographie des 20. Jahrhunderts. Ausstellung und Katalog von Reinhold Mißelbeck. Museum Ludwig, Köln 1984. Ohne ISBN. S. 251.
  - Photographie des 20. Jahrhunderts. Konzeption Reinhold Mißelbeck. Museum Ludwig/Taschen, Köln 1996. ISBN 3-8228-8818-4 (Verschiedene Neuauflagen). S. 200f: Marianne Bieger-Thielemann: „Ralph Gibson“.
- A Clear Vision. Photographische Werke aus der Sammlung Gundlach. Hrsg. von Zdenek Felix. Katalog zur Ausstellung des Internationalen Hauses der Photographie, Deichtorhallen Hamburg, Hatje Cantz, Ostfildern 2003. ISBN 3-7757-1398-0. S. 154f, 199.
  - The Heartbeat of Fashion. Sammlung F. C. Gundlach. Ausstellungskonzept und Katalog F. C. Gundlach mit Ingo Taubhorn. Haus der Photographie, Deichtorhallen Hamburg/Kerber, Bielefeld 2006. ISBN 3-86678-000-1. S. 170–173.
- Martin Parr, Garry Badger: The Photobook: A History, volume I. Phaidon, London/New York 2004. ISBN 0-7148-4285-0. S. 237, 259–261.
- Gilles Mora: La Photographie Américains de 1958 à 1981: The Last Photographic Heroes. Seuil, Paris 2007.
  - Englische Ausgabe: The Last Photographic Heroes. American Photographers of the Sixties and Seventies. Abrams, New York 2007. ISBN 978-0-8109-9374-7. S. 136–141: „Publications and the Photography Book“ und die Trilogie als Beispiel.
- Hans-Michael Koetzle: Fotografen A-Z. Taschen, Köln 2015. ISBN 978-3-8365-5433-6.